# 남벌 (만화)
《남벌》은 이현세의 1994년작 만화다. 한국과 일본의 전쟁을 그린 만화로 당시 화제였다. 2014년 1월 재판본이 발매되었다. 1994년 발매 이후 폭발적인 인기를 얻어서 영화화와 후속 만화 제작이 시도되었다. 영화화는 그 당시 많은 관심을 끌었으나 실제 기획까지 이르지는 못 했다. 후속 만화로는 북벌이 작가인 야설록이 발매했지만 큰 반향을 얻지는 못 했다.

## 개요
허영만과 함께 최정상의 인기를 누리고 있던 이현세가 야설록과 함께 작업한 대하 극화 만화. 당시 높아진 한일간 외교 긴장 상태에서 한국인이 일본인을 이긴다는 내용 전개는 대중들에게 큰 인기를 끌어, 화제가 되었다.

## 전개
중동에서 이라크의 사담 후세인이 또다시 쿠웨이트를 침공하면서 전쟁이 다시 일어났다. 그 여파로 석유파동이 발생해 세계 경제에 큰 타격을 주었다. 석유의 99%가량 해외에서 도입하는 일본은 몹시 다급해진다. 그러자 일본은 인도네시아 마루쿠 제도 해역의 한 소수민족을 부추겨 마루쿠공화국을 세운다. 그 공화국과 해저유전 채굴권계약을 맺어 석유위기를 타개하려는 계획이다. 그 계획의 일환으로 인도네시아군으로 위장한 자위대가 마루쿠 유전 근처 일본 철광석 채굴회사 소속 기술자와 가족들이 사는 마을을 습격하고, 그곳 광구에서 작업하는 대한석유공사 소속 근로자 2천명이 인질로 잡히고 말았다. 그러자 대한민국 정부는 일본과의 무력충돌을 감수하고 자국 근로자들을 구해내기 위해 인도네시아에 파병한다. 효종대왕의 북벌론을 따와서 작전명 남벌로 지었는데...

## 등장인물
- 오혜성: 주인공이자 재일교포
- 최엄지: 재일교포, 오혜성의 소꿉친구
- 백두산: 국가안전기획부 소속 요원

## 같이 보기
- 반일
- 이현세
- 야설록